# بوب هاني
بوب هاني (بالإنجليزية: Bob Haney)‏ هو كاتب سيناريو أمريكي، ولد في 15 مارس 1926 في فيلادلفيا في الولايات المتحدة، وتوفي في 25 نوفمبر 2004 في لا ميسا في الولايات المتحدة.

## روابط خارجية
- بوب هاني على موقع IMDb (الإنجليزية)
- بوب هاني على موقع قاعدة بيانات الفيلم (الإنجليزية)